# 下营镇 (天津市)

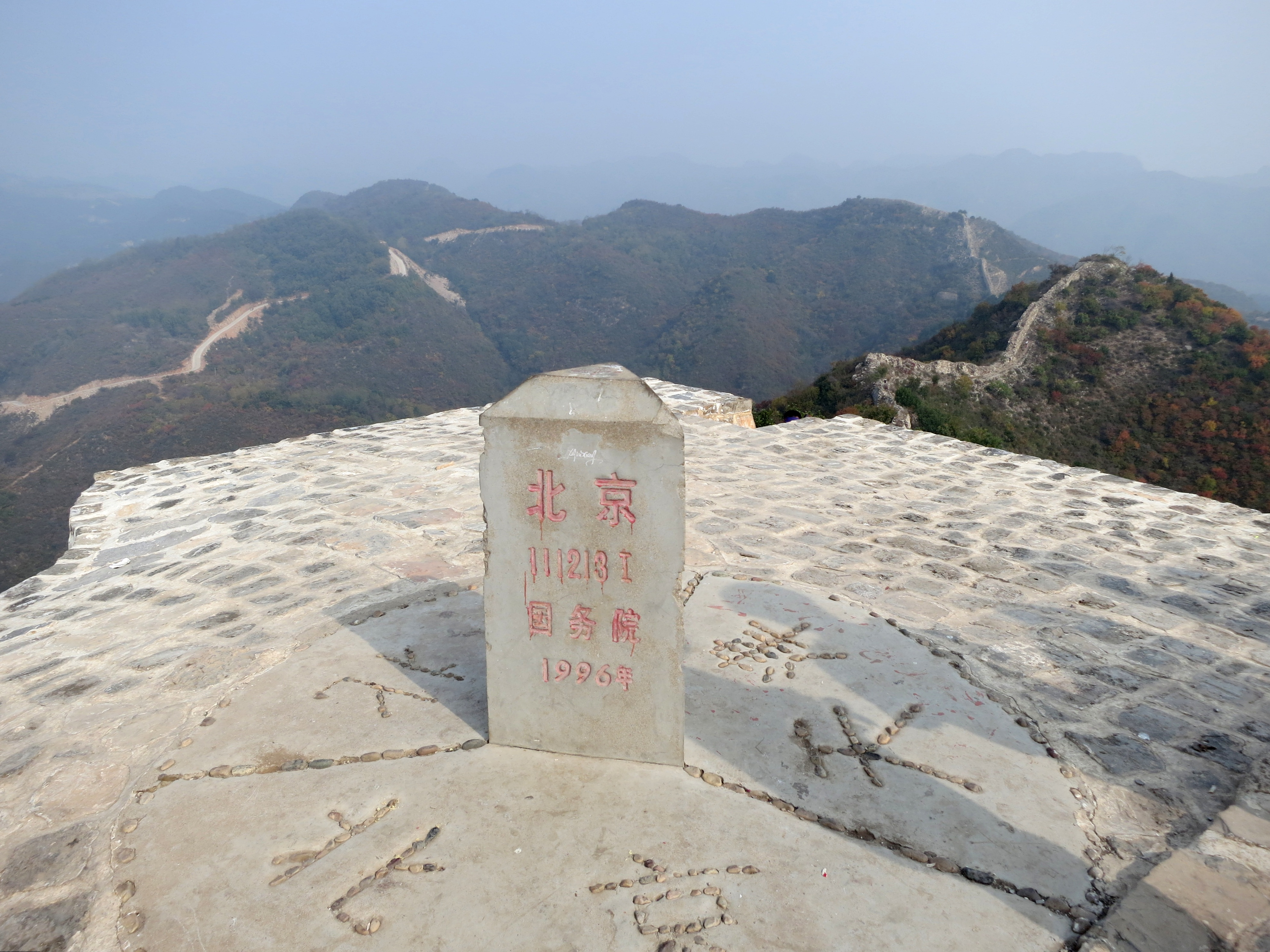
京津冀三界碑

下营镇，是中华人民共和国天津市蓟州区下辖的一个镇，2019年被评为中国文化百强镇。该镇与北京市平谷区、河北省承德市兴隆县、唐山市遵化市接壤，是蓟州区内两个京津冀三地交界点所在地之一（另一个在许家台镇）。

## 行政区划
下营镇下辖以下地区：
黄崖关村、小平安村、前干涧村、石炮沟村、常州村、大平安村、段庄村、北车道峪村、中营村、小东沟村、西大峪村、青山岭村、下营村、郭家沟村、东山村、白滩村、东于庄村、刘庄子村、团山子村、张家峪村、苦梨峪村、桑树庵村、石头营村、赤霞峪村、道古峪村、船仓峪村、古强峪村、小港村、寺沟村、太平沟村、高富庄村、营周庄村、西于庄村、官地村和拱峪村。

## 中国传统村落
- 2016年12月，黄崖关村被评为第四批中国传统村落。